# Тых, Феликс

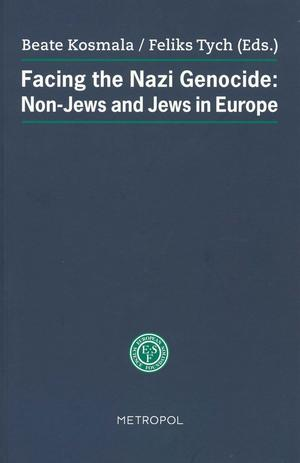

Феликс Тых (пол. Feliks Tych; 31 июля 1929, Варшава, Польша — 17 февраля 2015, там же) — польский историк и публицист еврейского происхождения, с 1995 по 2006 год директор Еврейского исторического института.

## Биография
С 1968 года — член научного совета Института истории Польской академии наук.
С 1971 по 1987 год работал в Центральном архиве ЦК ПОРП. Был многолетним главным редактором Биографического словаря деятелей польского рабочего движения.
Являлся членом редакционной коллегии Польского биографического словаря.
Издал многочисленные сочинения по истории польского рабочего движения и истории евреев в Польше.
Был женат на Люцине Берман — дочери Якуба Бермана, одного из высших руководителей Польши с середины 1940-х по середину 1950-х, куратора карательных органов и идеологического аппарата ППР-ПОРП.

## Сочинения
- Problematyka wydawnictw źródłowych z zakresu historii najnowszej (1963);
- Czwarte powstanie czy pierwsza rewolucja: lata 1905—1907 na ziemiach polskich (1976);
- Socjalistyczna irredenta: szkice z dziejów polskiego ruchu robotniczego pod zaborami (1982);
- Szkic programu Polskiej Partii Socjalistycznej;
- W osiemdziesiątą rocznicę rewolucji 1905—1907 (1985);
- Stan źródeł do dziejow polskiego ruchu robotniczego. Materiały sympozjum zorganizowanego przez Centralne Archiwum KC PZPR 18.II.1983. (1985);
- Historia ruchu a historia jego uczestników: kilka uwag (1986);
- Jaures en Europe orientale (1989);
- Die II. Internationale als alternatives Modell der internationalen Beziehungen «von unten» (1989);
- Rok 1905 (W cyklu «Dzieje Narodu i Państwa Polskiego») (1990);
- Gegenwärtiger Stand der Quellen zur Geschichte der Arbeiterbewegung in polnischen Archiven, Bibliotheken und Museen (1993);
- Długi cień zagłady: szkice historyczne (1999);
- Beate Kosmala i Feliks Tych (red.): Facing the Nazi genocide (2004);
- Skarby Żydowskiego Instytutu Historycznego: wystawa, maj — październik 2006.
- Monika Adamczyk-Garbowska i Feliks Tych (red.): Następstwa zagłady Żydów. Polska 1944—2010 (2011).